# Amway Classic 1993
Amway Classic 1993 — жіночий тенісний турнір, що проходив на відкритих кортах з твердим покриттям ASB Tennis Centre в Окленді (Нова Зеландія). Належав до турнірів 4-ї категорії в рамках Туру WTA 1993. Турнір відбувся увосьме і тривав з 1 до 7 лютого 1993 року. Несіяна Елна Рейнах здобула титул в одиночному розряді й отримала 18 тис. доларів.

## Фінальна частина

### Одиночний розряд
Елна Рейнах —  Керолайн Кулмен 6–0, 6–0
- Для Рейнах це був єдиний титул WTA за кар'єру.

### Парний розряд
Ізабель Демонжо /  Елна Рейнах —  Джилл Гетерінгтон /  Кеті Ріналді 6–2, 6–4

## Розподіл призових грошей
| Дисципліна       | П       | F      | ПФ     | ЧФ     | 1/8    | 1/16 |
| Одиночний розряд | $18,000 | $8,500 | $4,300 | $2,175 | $1,125 | $700 |
| Парний розряд *  | $6,000  | $3,500 | $2,000 | $1,000 | $500   | –    |

* на пару